# Андрю Мейн
Андрю Мейн (на английски: Andrew Mayne) е американски илюзионист, изобретател, творчески консултант и писател на произведения в жанра трилър, криминален роман, научна фантастика и документалистика.

## Биография и творчество
Андрю Мейн, с рождено име Андрю Хартър, е роден на 25 май 1973 г. в Опелика, Алабама, САЩ. Отраства в Юджийн, след това в Портланд, Орегон, до 12-годишна възраст, и след това в предградие на Форт Лодърдейл, Флорида. Като тийнейджър започва професионалната си кариера като илюзионист в цирка, където играе през цялото лято.
След гимназията, на 19-годишна възраст, вече изпълнява редовно със своите илюзии във ваканционни клубове и на круизни кораби – включително корабите на Norwegian Cruise Lines, Majesty Cruise Lines и Carnival Cruise Lines, като по това време е най-младият илюзионист, изнасял собствено шоу в международен мащаб. Прекарва половин година в Япония, след това в Лас Вегас и в Лос Анджелис, като накрая се установява във Форт Лодърдейл. Работи и с други илюзионисти, като фокусниците Дейвид Блейн, Пен и Телер и Дейвид Копърфийлд. Сред най-известните му фокуси е модернизирана версия на илюзията „ръка през тялото“. Работата му включва и нови сценични илюзии. Илюзията му Solo-X включва неговия метод за минаване през огледало, адаптиран впоследствие във вариации и от много други артисти. Във фокуса Illusion FX представя своя версия на на стария индийски трик на кошницата с мечове. Посвещава се също на трикове, които изглеждат много опасни и смъртоносни с използване на бръснарски ножчета, пирони, ножове и др., пиене на течен азот и свиване на тялото му до два фута височина. Триковете му смесват мистерия и наука, и за тях издава книгата си „Шокова магия“ през 2010 г. Той е домакин на подкаста Weird Things и издател на сайта iTricks.com. Той също режисира видеоклипове с инструкции за илюзии и изнася лекции в училищата за преподаване на критично мислене към паранормалните твърдения, като лекциите му се излъчват по Обществената телевизия в САЩ. Представя също собствено риалити шоу „Не вярвайте на Андрю Мейн“ от 2014 г.
Заедно с работата си на илюзионист започва да пише романи. Първият му трилър „Обществен враг нула“ е издаден през 2011 г. Главният му герой е преследван от полицията и от познати и непознати, и той трябва да използва всеки ресурс, с който разполага, от съветите на параноичен вечерен радиоводещ до акаунта си в Туитър, и да разбере защо е станал обществен враг.
Един от най-известните му романи става „Натуралистът“ от едноименната поредица издаден през 2017 г. Главният герой, биоинформатикът Тио Крей, е изследовател, който вижда закономерности недостъпни за обикновените хора. В Монтана са намерени осакатени тела и той забелязва нещо пропуснато от полицията. В един момент самият той се оказва центъра на разследване на кърваво убийство на бивша своя студентка и трябва за използва уменията си, за да разкрие убиеца и самия той да не стане негова плячка.
В произведенията си писателят редува романи и поредици в жанровете трилър и научна фантастика, които често се смесват особено в поредицата му „Тио Крей и Джесика Блекууд“. В нея биоинформатикът Тио Крей и бившата илюзионистка Джесика Блекууд, сега агент на ФБР, в първата част разследват сериен убиец, чийто контрол върху планетарните комуникации и способността му да затъмнява градове като Ню Йорк са заплашителни, а във втората част разследват смъртта на изследовател от проекта SETI, чиито следи ги водят до любопитни връзки с отвъдния свят и тяло на астронавт погребано в древна гробница.
Романите му са включени в списъците на бестселърите на „Уолстрийт Джърнъл“. Номиниран е за наградата „Едгар“ за книгата си „Черно падане“ от поредицата „Джесика Блекууд“ и награда „Трилър“ за „Натуралистът“.
Като изобретател прави специален подводен стелт костюм, с който да се изследват големите бели акули и тяхното поведение, за разработване на изкуствен интелект и обучение за взаимодействие с акули. Служи също като творчески консултант за изследователската организация за изкуствен интелект OpenAI.
Андрю Мейн живее в Лос Анджелис и Санта Моника.

## Произведения

### Самостоятелни романи
- Public Enemy Zero (2011)[1][3]
- Knight School (2013)
- Hollywood Pharaohs (2013)

### Поредица „Хронологично мъжко приключение“ (Chronological Man Adventure)
1. The Monster in the Mist (2011)[1][2][4]
2. The Martian Emperor (2011)

### Поредица „Джесика Блекууд“ (Jessica Blackwood)
1. Angel Killer (2014)[1][2]
2. Name of the Devil (2015)[3]
3. Black Fall (2017)

- Fire in the Sky (2015) – новела

### Поредица „Космически операции“ (Space Ops / Station Breaker)
1. Station Breaker (2016)[1][2][2][4]
2. Orbital (2017)

### Поредица „Натуралистът“ (Naturalist)
1. The Naturalist (2017)[1][2]
Натуралистът, изд.: ИК „Ентусиаст“, София (2022), прев. Ивайла Пеева
2. Looking Glass (2018)
3. Murder Theory (2019)
4. Dark Pattern (2019)

### Поредица „Отдел за подводно разследване“ (Underwater Investigation Unit)
1. The Girl Beneath the Sea (2020)[1][2]
2. Black Coral (2021)
3. Sea Storm (2022)
4. Sea Castle (2023)

### Поредица „Тио Крей и Джесика Блекууд“ (Theo Cray and Jessica Blackwood)
1. Mastermind (2021)[1][2]
2. The Final Equinox (2022)

### Новели
- The Grendel's Shadow (2011)[1]
- Game Knight (2015)

### Документалистика
- Shock Magic (2010)[2]
- How to Write a Novella in 24 Hours (2015)[1]
- The Cure for Writer's Block (2016)